# دجاج فيومي
الفيومي هي سلالة دجاج قديمة جدًا تنشأ في مصر، وتمت تسميتها نسبة لمحافظة الفيوم التي تقع في الجنوب الغربي للقاهرة و غرب نهر النيل.

## تاريخها
إقرارات وأوصاف هذه السلالة من الدجاج تقول بأنها ظهرت أولًا في المملكة الحديثة في مصر. و يقال أن الملك توت عنخ آمون كان محباً لدجاجة الأدغال السريلانكية التي تم شراؤها من خلال تجارة القرفة القديمة، حيث كان يُعتقد أن دجاج الفيومي من سلالة دجاج الأدغال، الداجنة التي تكيفت مع الحياة في غابات شوكة النخيل والأهوار في مصر، و ذلك قبل ثلاثة آلاف سنة. و كانت هذه السلالة موجودة في الغرب منذ، على الأقل، الأربعينات من القرن الماضي، وذلك بعدما قام باستيرادها من مصر عميد كلية ولاية آيوا للزراعة. ومع ذلك فإن هذه السلالة من الدجاج غير معترف بها رسميًا في معرض الرابطة الأمريكية للدواجن، ولم يتم تضمينها في معيار الكمال.

## خصائصها وميزاتها

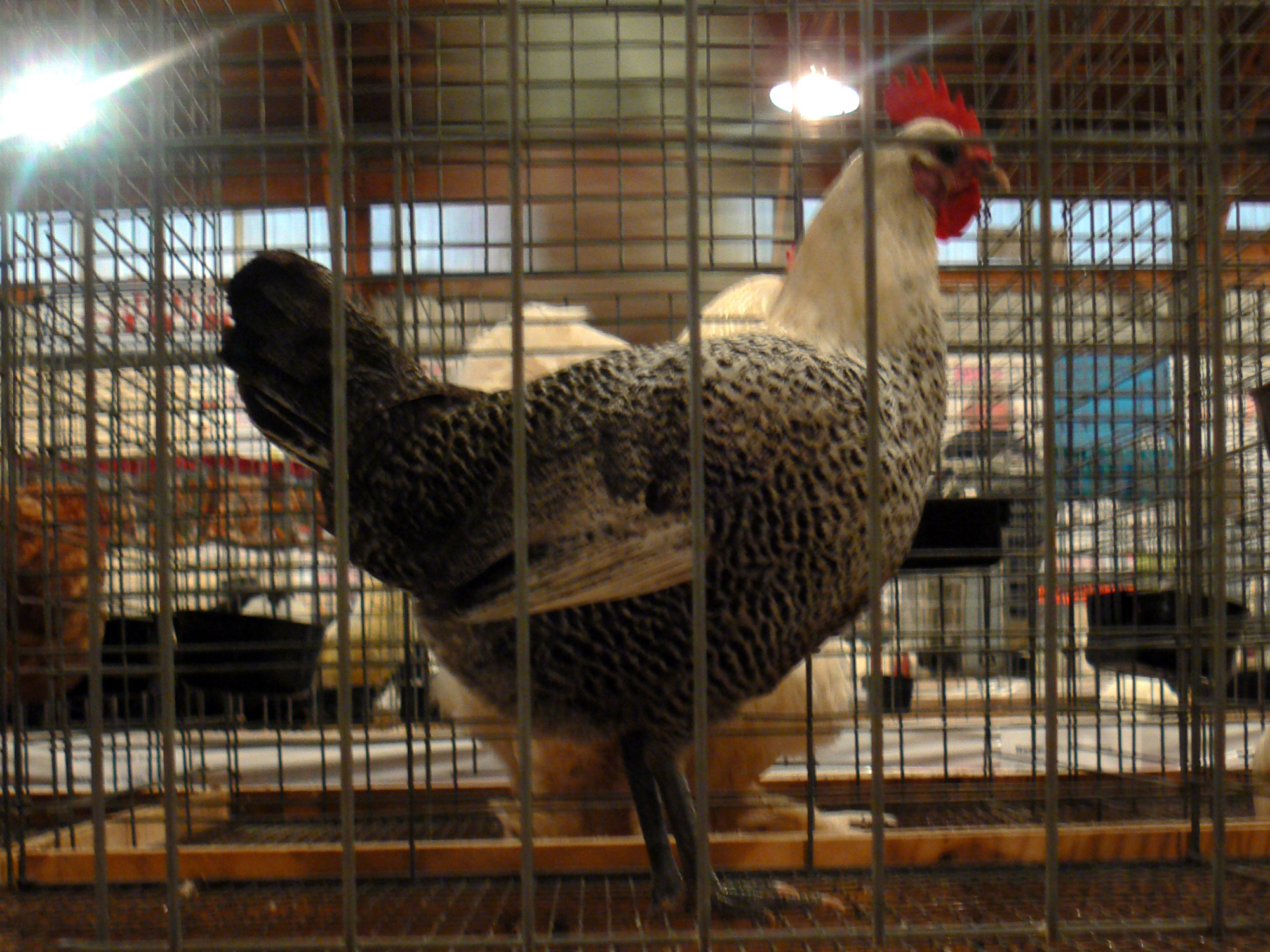
فيومي في معرض الدواجن

تمتاز دجاجة الفيومي بذيلها المستقيم وقدمها المطلة على الصدر والرقبة، وهي أحيانًا شبيهة بطائر الجواب. وهي أيضًا دواجن خفيفة الوزن، حيث أن الذكر منها يزن حوالي كيلوغرامين (4.4 رطل)، والأنثى تزن حوالي 1.6 كغم (3.5 رطل). و يمتاز الذكر منها بالريش الفضي والأبيض على الرأس والرقبة وأحيانًا حتى الظهر، أما الإناث فلها رأس وعنق في هوي الفضي والأبيض، ولديهم مشط واحد، ولديهم مناقير ملونة بلون داكن وغالبًا بلون أزرق. مظهرها لافت للنظر يشبه مظهر تشكيلة فضية من سلالة الدجاج الكامبيني في بلجيكا.
الفيومي سلالة دجاج قوية، تتناسب مع المناخات الحارة وتتعايش معها. و من خلال بحوث علم الوراثة الخاص بالدواجن وتقارير سردية، وجد العلماء أن لهذه السلالة مقاومة خاصة للإصابة بالعدوى الفيروسية والبكتيرية. وإذا ما تركت الأجهزة الدفاعية الخاصة بهم على أساس أنها مجموعة حرة فيمكنهم الدفاع عن أنفسهم بأسلوب وحشيش.
دجاج الفيومي يضع كميات وفيرة من البيض الأبيض الصغير. كونها لا تعطي لحضن البيض أهمية، ولكنها قد تهتم لذلك عندما تصل إلى سنتين أو ثلاث سنوات من العمر، فهي سلالة سريعة النضج، وتصبح قادرة على الصياح خلال خمسة أو ستة أسابيع من خروجها من البيضة.